# Sergio Bagú
Sergio José Bagú Bejarano (Buenos Aires, 10 de enero de 1911-Ciudad de México, 2 de diciembre de 2002) fue un periodista, abogado, historiador y sociólogo argentino. Ocupa un lugar destacado entre los pensadores de América Latina en el siglo XX y dentro del marxismo latinoamericano.

## Biografía
Militante de la segunda generación de la Reforma Universitaria, que se inicia en Córdoba, en 1918, fue presidente de la Federación Universitaria Argentina (FUA) en 1930/1931 y profesor de la Universidad de Buenos Aires (UBA) y de la Universidad Nacional del Litoral (UNL), en Argentina, entre 1958 y 1966. Durante su exilio, que inicia en 1967, fue profesor de universidades públicas en Venezuela y México. En Chile fue miembro de la Facultad Latinoamericana de Ciencias Sociales (FLACSO) en el período 1970-1973. También dictó y ofreció numerosos cursos y conferencias en diversas universidades de Estados Unidos, Argentina, Uruguay, Chile, Perú, Venezuela y México.
Fundó y dirigió, en colaboración, en 1957/58, la Revista de Historia, publicada en Buenos Aires. En 2001 recibió el doctorado honoris causa de la Universidad de Buenos Aires (UBA). También recibió numerosas distinciones y reconocimientos en varios países de América Latina.
En 1967, poco después de la Noche de los bastones largos, abandonó Argentina y en 1974 se instaló definitivamente en México, como profesor e investigador en la Universidad Nacional Autónoma de México (UNAM), donde fue miembro del Centro de Estudios Latinoamericanos.
Es uno de los fundadores de la Casa Argentina de Solidaridad en México, que desempeñó un importante papel en el apoyo a los exiliados del régimen militar entre 1976-1983, así como en la denuncia internacional sobre la violación masiva de derechos humanos que se estaba cometiendo en su país.

## Obra
Anticipándose en muchos años a los estudios de tipo regional y global, la obra de Bagú se caracteriza por el constante intento de comprender y vincular los procesos históricos latinoamericanos, con el contexto internacional.
La publicación de sus libros Economía de la sociedad colonial en 1949 y Estructura social de la Colonia en 1952, tuvo un enorme impacto en la ciencia social latinoamericana, al apartarse de la interpretación clásica de la historia colonial de América Latina que sostenía el carácter feudal de la colonización, para analizarla en el marco de su inserción subordinada en el sistema capitalista mundial insistiendo en la dimensión capitalista de la conquista americana. De esta manera, Sergio Bagú fue el primero en sostener que:
"El régimen económico luso-hispano del período colonial no es feudalismo. Es capitalismo colonial [...]. Lejos de revivir el ciclo feudal, América ingresó con sorprendente celeridad dentro del ciclo del capitalismo comercial [...]. Más aún: América contribuyó a dar a ese ciclo un vigor colosal, haciendo posible la iniciación del período del capitalismo industrial, siglos más tarde".
En Tiempo, realidad social y conocimiento (1970) Bagú llama la atención sobre el tiempo y la necesidad de comprender el tiempo y sus dimensiones, para actuar efectivamente sobre el sistema social.
"...la posibilidad y la necesidad de optar se multiplican en esa dimensión del tiempo que llamamos intensidad... Optar es un modo de crear. No es la creación absoluta. Es una decisión entre posibilidades restringidas; pero no es pasiva... La velocidad de los cambios está tejido con decisiones, con opciones entre posibilidades... La experiencia histórica es importante... siempre que pensemos en una historia de posibilidades y no de fatalidades. La historia dirigida por estructuras omnipotentes no supera en mucho a aquella gobernada por los dioses precristianos. Esa historia no enseña nada. Abruma como una maldición divina; aletarga la capacidad de decidir y actuar".
Algunos consideran que de este modo Sergio Bagú fue uno de los pioneros de algunos elementos de la teoría de la dependencia que posteriormente desarrollarán André Gunder Frank, Celso Furtado, Theotonio dos Santos, Raúl Prebisch, Fernando Henrique Cardoso, Osvaldo Sunkel, la CEPAL, entre otros.

## Su método
Cuando Sergio Bagú inicia sus estudios históricos y sociológicos, las ciencias sociales estaban fragmentadas y limitadas por rígidos modelos metodológicos e ideológicos. Bagú prestó especial atención en vincular las ciencias sociales, particularmente historia y sociología, y desarrollar métodos de análisis y enfoques originales, que reflejaran a la sociedad misma como el protagonista principal - casi siempre anónimo - de los grandes procesos históricos, en oposición a la historia tradicional, contada a partir de héroes y grandes figuras, que él denominaba "la historia de bronce". Fue el principal impulsor de la historia social en América Latina.
Bagú explica su particular enfoque de este modo:
"Cuando un sociólogo busca en la perspectiva histórica un instrumento que le permita esclarecer mejor su propio panorama, o bien cuando un historiador se vuelca hacia el análisis sociológico de una coyuntura, lo que ocurre es que tanto uno como otro, en el afán por enriquecer su propia capacidad de análisis, atraviesan los lindes de su especialidad y se van ubicando en esa frontera incierta donde lo sociológico se transforma en histórico y a la inversa. Algo más aún, cuando eso ocurre es que el autor se va acercando, por fin, a la realidad de lo humano. La ciencia, por fuerza, explora parcelas de la realidad y en la misma medida en que la ciencia se hace más exigente y abarca realidades más amplias, la especialidad se impone como una necesidad perentoria que se origina en la limitación de la capacidad de trabajo del ser humano. Esto es inevitable, pero también lo es la comprobación de que una parcela de conocimiento puede tergiversar la verdadera realidad del todo".

## Su pensamiento reformista
Sergio Bagú desarrolló y enriqueció el pensamiento reformista. Sostenía con firmeza la necesidad de que la Universidad vinculara estrechamente investigación y docencia:
"La tarea docente, cuando está organizada con criterios modernos, se relaciona directamente con la investigación porque las dos actividades se nutren recíprocamente; es fuertemente activa para quienes la conciben como un capítulo básico de la vida cultural de un conjunto humano, de manera tal que un maestro jamás transmite exclusivamente sino que también recibe permanentemente. El contacto con alumnos y con colegas crea una dinámica de enriquecimiento mental permanente, de modo tal que el profesor con vocación y con sano criterio profesional está permanentemente rectificando sus propios errores y enriqueciendo sus objetivos de investigación."

## Libros
Las principales obras de Bagú son:
- 1949 Economía de la sociedad colonial
- 1952 Estructura social de la colonia
- 1970 Tiempo, realidad social y conocimiento

También publicó:
- 1933-34 Recopilación de la obra en prosa de Almafuerte (2 vols.)
- 1936 Vida ejemplar de José Ingenieros
- 1939 Mariano Moreno: pasión y vida del hombre de mayo
- 1959 Acusación y defensa del intelectual
- Argentina en el mundo, 1961.
- La sociedad de masas en su historia, 1961.
- El plan económico del grupo rivadaviano: 1811-1827, 1966.
- El desarrollo cultural en la liberación de América Latina, 1967 (en colaboración).
- Evolución histórica de la estratificación social en Argentina, 1969.
- Marx-Engels: Diez conceptos fundamentales. Génesis y proyección histórica, 1972.
- 1978 Argentina: 1875-1975. Población, economía y sociedad
- La idea de Dios en la sociedad de los hombres, 1989.
- Catástrofe política y teoría social, 1997.